# Tarântula
Theraphosidae (grafia portuguesa: Terafosídeos) é uma família de aranhas, que inclui as espécies conhecidas pelos nomes comuns de tarântulas (português europeu) ou caranguejeiras (português brasileiro) (não confundir com a aranha-caranguejeira, espécie de aracnídeo distinta das caranguejeiras/tarântulas, que pertence à família dos Tomisídeos), que se caracterizam por terem pernas longas com duas garras na ponta, e corpo revestido de Cerdas Urticantes. As tarântulas habitam as regiões temperadas e tropicais das Américas, Ásia, África e Oriente Médio. Enquanto crescem, têm uma fase de troca de pele chamada ecdise. Apesar do tamanho e aspecto sinistro, as tarântulas não são perigosas para a espécie humana, uma vez que não produzem toxinas nocivas aos humanos, por isso são eventualmente criadas como animais de estimação. Uma de suas defesas são os pêlos urticantes de suas costas e abdômen, que irritam a pele do possível predador.
Em média atingem de 15 cm a 25 cm de comprimento com as pernas estendidas, mas existem espécies que podem chegar até 30 cm, como é o caso da tarântula-gigante-comedora-de-pássaros (Theraphosa blondi) da América do Sul.

## Etimologia
A aranha originalmente chamada de "tarântula" foi a espécie Lycosa tarantula, uma aranha lobo da família Lycosidae nativa da Europa mediterrânica. O nome deriva da cidade portuária do sul da Itália, Tarento, região onde estas aranhas são facilmente encontradas e que, posteriormente, foi aplicado a quase todas as espécies de aranhas de grande porte, especialmente a família das Mygalomorphae, das regiões mais quentes da América e as theraphosidae. Durante muito tempo acreditou-se, no sul da Europa, que uma pessoa picada pela tarântula seria tomada de extrema melancolia e poderia mesmo morrer se não se entregasse a uma dança frenética, a tarantela, capaz de eliminar o veneno pela transpiração. Tanto o nome do agente causador do suposto distúrbio quanto o da dança derivam do topônimo da cidade italiana. O termo vem do latim tarento, de origem grega Taras (do genitivo tarantos, provavelmente a partir da ilíria darantos, que significa "carvalho"), personagem da mitologia grega fundador da colonia grega de Taras (Tarentum, a moderna cidade de Taranto).

## Características

### Ciclo de vida
As tarântulas têm um ciclo de vida longo e levam de 2 a 5 anos para atingir a maturidade sexual. Os machos morrem normalmente após o acasalamento, alcançando 5 a 7 anos de vida. Antes de se tornarem adultas, as tarântulas têm de comer diariamente, exceto no período de sua troca de pele, quando há um jejum de, em média, dez dias antes e de sete dias depois. Quando já são adultas podem passar por longos períodos sem comer. Foram registrados casos de longevidade de fêmeas em cativeiro com até 25 anos.

### Hábitos
As tarântulas são animais solitários e noctívagos. Alimentam-se de pequenos animais, que nas espécies maiores podem incluir pequenos pássaros, roedores ou anfíbios. Todas as espécies de tarântulas apresentam canibalismo.

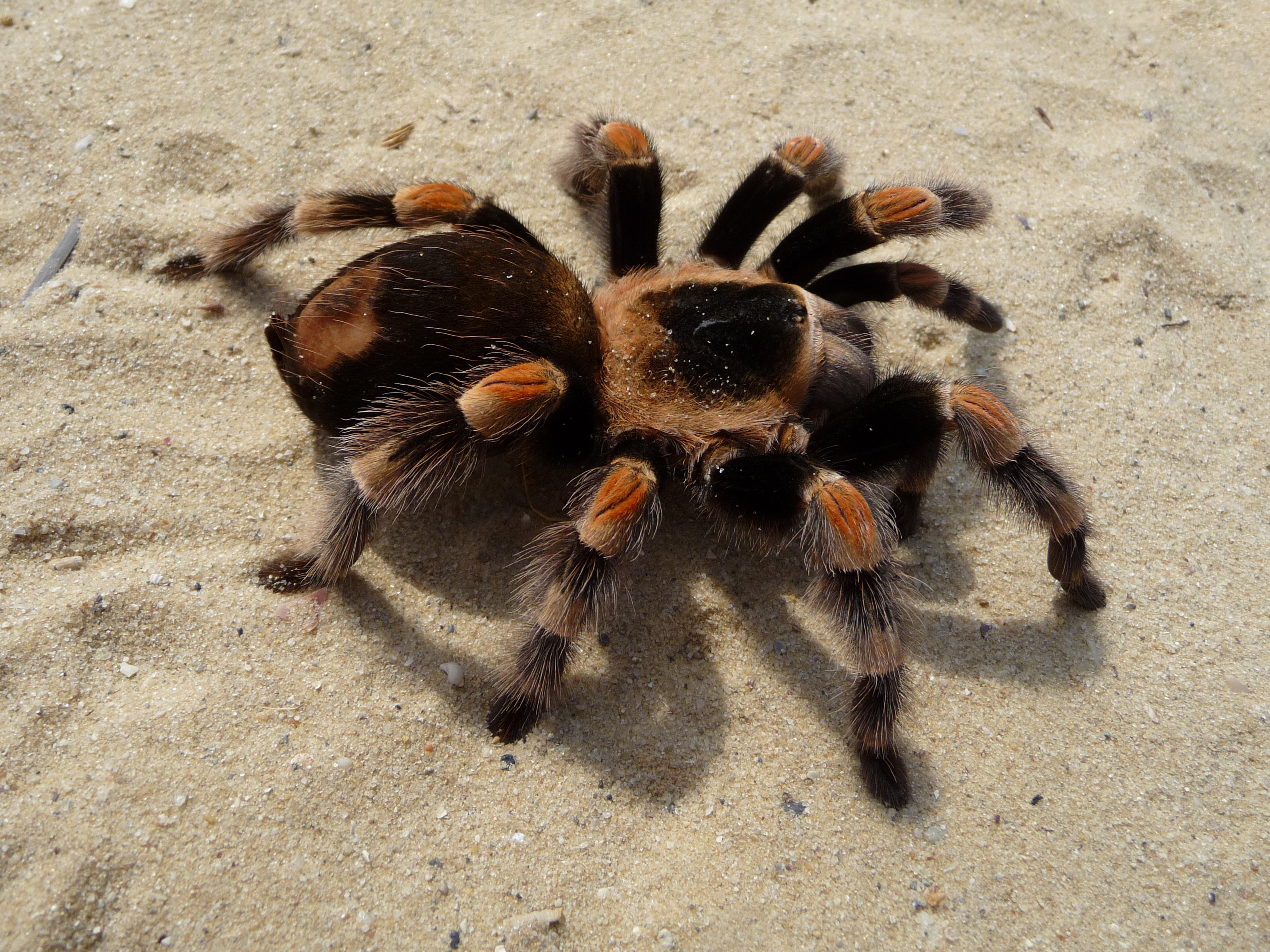
Uma Brachypelma smithi.

### Toca
A maioria das Tarântulas não se afasta de sua toca, nem mesmo para se alimentar, pois sentem a presença das presas pela vibração do solo. O macho normalmente é quem faz as viagens mais longas para encontrar as fêmeas.
As tocas são normalmente subterrâneas, geralmente aproveitadas de outras aranhas ou roedores. São forradas com sua teia formando uma seda, o que arrefece o esconderijo. Geralmente ficam próximas a raízes de árvores e pedras, e podem chegar até 1 metro de profundidade.
Existem espécies que também são arbóreas — não necessitam ir ao solo durante toda sua vida, e fazem tocas em buracos nas árvores.

### Reprodução
O acasalamento das tarântulas é como o da maioria das aranhas. Uma diferença é que o macho tem ganchos para prender as presas das fêmeas no ato sexual. Os machos têm seus pedipalpos modificados para a cópula. Normalmente o macho foge logo após o ato, antes que a fêmea recobre seu apetite, e morre poucos meses depois, devido a seu curto ciclo de vida. A fêmea armazena o esperma vivo num órgão especial, até chegar a época de botar os ovos.
As fêmeas depositam entre 50 a 200 ovos num saco de seda que incubam por cerca de 6 semanas. Os ovos são bem grandes, e o saco pode chegar a ficar do tamanho de um limão. Os filhotes já nascem com um bom tamanho. Após o nascimento as pequenas tarântulas não recebem cuidados parentais, ficam pouco tempo na toca e logo depois se dispersam.

## Preservação
A tarântula é espécie ameaçada devido principalmente à destruição do seu habitat, proporcionando um número elevado de atropelamentos e a caça para criação como animal de estimação. Em contrapartida, é uma das aranhas mais criadas em cativeiro.

## Exemplo de espécies de tarântula
- Theraphosa blondi (Aranha-golias-comedora-de-pássaros)
- Grammostola rosea (Caranguejeira-rosa-chilena)
- Lasiodora parahybana (Caranguejeira-rosa-salmão-brasileira)
- Selenocosmia crassipes (Caranguejeira-do-oriente)
- Brachypelma smithi (Caranguejeira-de-joelho-vermelho-mexicana)
- Avicularia avicularia (Caranguejeira-de-dedos-rosa)
- Acanthoscurria geniculata
- Ephebopus murinus
- Ceratogyrus bechuanicus
- Pterinochilus murinus
- Avicularia versicolor
- Annandaliella travancorica
- Aphonopelma hentzi
- Aphonopelma clarki
- Aphonopelma iodius
- Avicularia aurantiaca
- Avicularia minatrix
- Avicularia metallica
- Chaetopelma gracile
- Brachypelma boehmei
- Citharischius crawshayi
- Grammostola pulchra
- Haplopelma albostriatum
- Haplopelma lividum
- Holothele incei
- Lasiodora difficilis
- Lasiodorides striatus
- Megaphobema robustum
- Pamphobeteus nigricolor
- Phormictopus cancerides
- Poecilotheria regalis
- Poecilotheria formosa
- Psalmopoeus irminia
- Psalmopoeus cambridgei
- Xenesthis immanis
- Typhochlaena costae